# Mirador Volleyball Club
Il Mirador Volleyball Club è una franchigia pallavolistica femminile dominicana, con sede a Santo Domingo: milita nel campionato dominicano di Liga de Voleibol Superior.

## Storia
Il Mirador Sport and Cultural Center viene fondato il 14 giugno 1970 da Ricardo Arias e sua moglie, l'ex pallavolista Mayo Sibilia, entrambi insegnanti di educazioni fisica. Per quasi cinquant'anni il club si disimpegna nei tornei amatoriali dominicani, conquistando titoli in qualsiasi categoria di età e imponendosi in ambito locale come il principale club di formazione per giovani pallavoliste del paese.
Successivamente il club partecipa a tre edizioni del campionato mondiale per club FIVB (2010, 2011 e 2015) come Mirador Volleyball, in qualità di rappresentante della NORCECA. Nel 2018, con la denominazione Mirador Volleyball Club, è una delle quattro franchigie fondatrici della Liga de Voleibol Superior: si laurea campione nazionale grazie alla conquista dello scudetto del 2019.

## Palmarès
- Campionato dominicano: 1

2019